# Europaparlamentsvalet i Italien 2009
Europaparlamentsvalet i Italien 2009 ägde rum lördagen den 6 juni 2009 och söndagen den 7 juni 2009. Drygt 50 miljoner personer var röstberättigade i valet om de 72 mandat som Italien hade tilldelats innan valet. I valet tillämpade landet ett valsystem med partilistor, Hares metod och en spärr på 4 % för småpartier. Italien var uppdelat i fem valkretsar.
Innan valet skedde flera stora förändringar i det italienska partisystemet. För det första infördes en fyraprocentsspärr av Italiens parlament med syfte att minska antalet partier i de folkvalda församlingarna. Samtidigt konsoliderades två stora politiska partier; Frihetens folk bestående av de två tidigare partierna Forza Italia och Nationella alliansen, respektive Demokratiska partiet, bestående av en blandning av partier som motsatte sig Silvio Berlusconi och hans allierade. För att locka röster och höja valdeltagandet, ställde premiärminister Silvio Berlusconi själv upp som förstanamn för Frihetens folk. Även om han inte upptog sitt mandat, så var han den ende regeringschefen i unionen som själv ställde upp som kandidat.
Den nyinförda spärren mot småpartier hade stor effekt på valutgången. Från att vara den medlemsstat med flest partier representerade i Europaparlamentet, gick Italien till att endast ha sex partier med representation. Valet var en framgång för Silvio Berlusconi. Frihetens folk ökade något jämfört med Forza Italia och Nationella alliansen i valet 2004. På grund av Italiens förhållandevis höga valdeltagande, var Frihetens folk det parti i hela unionen som fick flest röster i Europaparlamentsvalet 2009. Den största framgången stod dock Berlusconis allierade för; Lega Nord mer än fördubblade sin väljarandel och sitt antal mandat. Även det liberala partiet Italia dei Valori lyckades väl i valet. Mindre bra gick det för Demokratiska partiet, som backade med nära fem procentenheter jämfört med vad dess föregångare erhöll 2004. Efter valet var Demokratiska partiet drivande i bildandet av Gruppen Progressiva förbundet av socialdemokrater i Europaparlamentet.
Valdeltagandet uppgick till 65,14 procent, en kraftig minskning jämfört med valet 2004. Även om valdeltagandet var högt i jämförelse med andra medlemsstater, var det mycket lågt för att vara ett italienskt val.

## Valresultat
|                                                                                                |         |  |            |        |
|                                                                                                | Andel   |  | Antal      | Mandat |
| Frihetens folk                                                                                 | 35,26 % |  | 10 797 296 | 29     |
| Frihetens folk                                                                                 | +0,32 % |  | –565 354   | +2     |
| Demokratiska partiet                                                                           | 26,12 % |  | 7 999 476  | 21     |
| Demokratiska partiet                                                                           | –4,96 % |  | –2 106 360 | –1     |
| Lega Nord                                                                                      | 10,21 % |  | 3 126 181  | 9      |
| Lega Nord                                                                                      | +5,25 % |  | +1 512 675 | +5     |
| Italia dei Valori                                                                              | 8,00 %  |  | 2 450 643  | 7      |
| Italia dei Valori                                                                              | +5,86 % |  | +1 755 464 | +5     |
| Mittenunionen                                                                                  | 6,51 %  |  | 1 995 021  | 5      |
| Mittenunionen                                                                                  | +0,62 % |  | +80 295    | ±0     |
| Lista Anticapitalista                                                                          | 3,39 %  |  | 1 037 862  | 0      |
| Lista Anticapitalista                                                                          | –5,09 % |  | –1 719 527 | –7     |
| Sinistra Ecologia Libertà                                                                      | 3,13 %  |  | 957 822    | 0      |
| Sinistra Ecologia Libertà                                                                      | –1,38 % |  | –509 997   | –6     |
| Radicali Italiani                                                                              | 2,43 %  |  | 743 284    | 0      |
| Radicali Italiani                                                                              | +0,16 % |  | +11 748    | –2     |
| L'Autonomia                                                                                    | 2,22 %  |  | 681 290    | 0      |
| L'Autonomia                                                                                    | +1,07 % |  | +306 947   | –1     |
| Movimento Sociale Fiamma Tricolore                                                             | 0,80 %  |  | 246 403    | 0      |
| Movimento Sociale Fiamma Tricolore                                                             | +0,07 % |  | +9 345     | –1     |
| Südtiroler Volkspartei                                                                         | 0,47 %  |  | 143 509    | 1      |
| Südtiroler Volkspartei                                                                         | +0,02 % |  | –2 848     | ±0     |
| Övriga partier och kandidater                                                                  | 1,45 %  |  | 445 053    | 0      |
| Övriga partier och kandidater                                                                  | –1,96 % |  | –664 794   | –2     |
| Ogiltiga och blanka röster                                                                     | 6,49 %  |  | 2 124 835  | 0      |
| Ogiltiga och blanka röster                                                                     | –3,29 % |  | –1 076 574 | ±0     |
| Valdeltagande                                                                                  | 65,14 % |  | 32 748 675 | 72     |
| Valdeltagande                                                                                  | –6,58 % |  | –2 968 980 | –6     |
| Antal röstberättigade 50 276 247 35 EPP 21 S&D 07 ALDE 00 G/EFA 00 ECR 00 GUE/NGL 09 EFD 00 NI |         |  |            |        |